# Pithecellobium histrix
Pithecellobium histrix là một loài thực vật có hoa trong họ Đậu. Loài này được (A.Rich.) Benth. miêu tả khoa học đầu tiên.